# Board of Trade

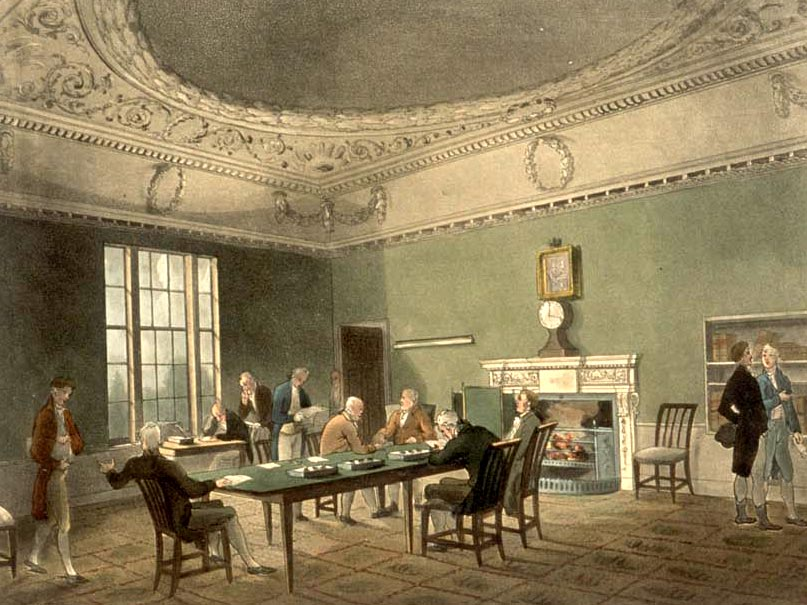
Il Board of Trade. Circa 1808.

Il Board of Trade (in italiano ufficio del commercio) è un comitato del consiglio privato del Regno Unito. 

## Storia
Nato come un organismo consultivo, nel XVII secolo si è evoluto progressivamente sino a diventare un dipartimento governativo con diverse funzioni. Conosciuto come Department of Trade and Industry (it.: Dipartimento del Commercio e dell'Industria) dal 1970, ha a capo il segretario al commercio che ne ricopre anche la carica di presidente. Il Board si è riunito una sola volta dalla metà del XIX secolo in occasione del bicentenario dell'organismo nel 1986.
Nel XIX secolo il Board ha regolato l'attività economica tra la Gran Bretagna ed il suo impero. Durante la seconda metà del secolo si è occupato anche della regolamentazione nell'utilizzo di brevetti, marchi ed opere di design, della marina mercantile, dell'agricoltura e dei trasporti. 